# 高崖乡
高崖乡，是中华人民共和国宁夏回族自治区中卫市海原县下辖的一个乡镇级行政单位。

## 行政区划
高崖乡下辖以下地区：
香水村、红古村、红岸村、联合村、草场村、三分湾村、高崖村、高湾村和新民村。